# IJzer-waterstofweerstand

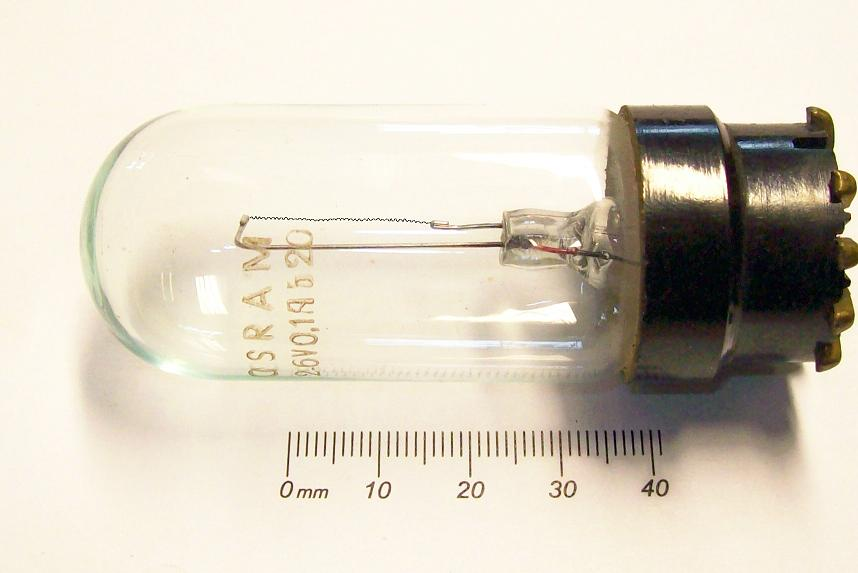
IJzer-waterstofweerstand voor 2 à 6 volt / 0,1 ampère

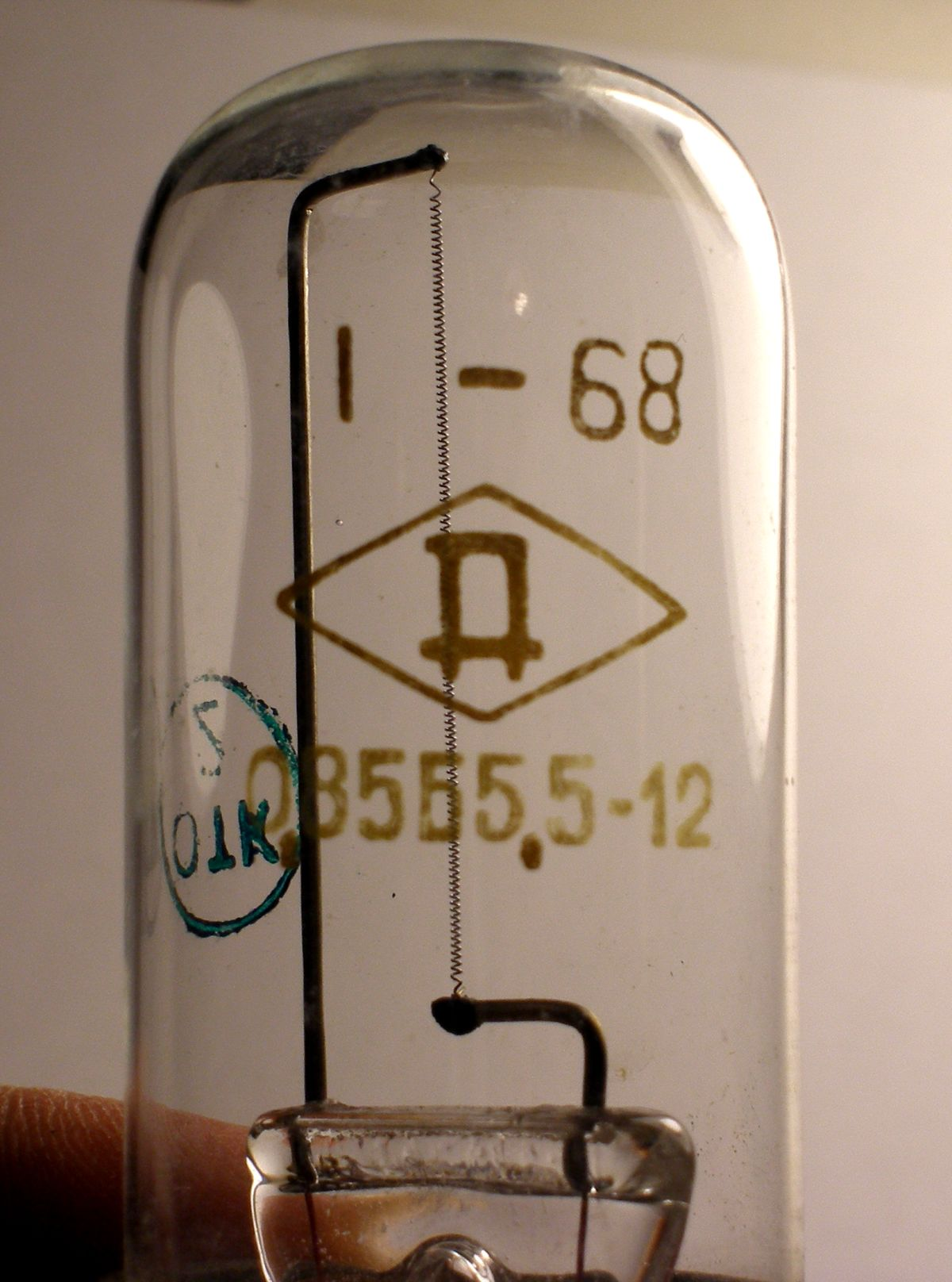
IJzer-waterstofweerstand (barretter)

Een ijzer-waterstofweerstand is een PTC-weerstand bestaande uit een met waterstofgas gevulde glazen bol, zoals een lamp, waarin een ijzeren draad is aangebracht. De technologie was in gebruik tot de jaren 50 voor de automatische aanpassing aan verschillende elektrische spanningen, de opvolger is de stroombron.

## Werking
IJzer-waterstofweerstanden zijn Positieve Temperatuur Coëfficiënt weerstanden en constante stroombronnen. Wanneer de spanning stijgt, zal ook de temperatuur stijgen, de hogere temperatuur leidt tot een hogere elektrische weerstand wat het effect op de elektrische stroom wegneemt. De waterstofvulling beschermt het ijzer niet alleen tegen oxidatie, maar verhoogt het effect, aangezien de oplosbaarheid van waterstof in ijzer zal toenemen wanneer de temperatuur stijgt met als gevolg de hogere weerstand.

## Toepassing
IJzer-waterstofweerstanden werden gebruikt in de vroege dagen van de omroeptechniek en in serie met de gloeidraden van elektronenbuizen ter regulering van de stroom van elektriciteit op het gebied van verwarmingcircuits met wisselende spanning.